# Centrala nucleară de la Cernavodă
Centrala nuclearoelectrică sau atomoelectrică de la Cernavodă este unica de acest fel din România.
În prezent  funcționează unitățile I și II, care produc împreună circa 20% din consumul de energie electrică al țării.
Planul inițial, datând de la începutul anilor 1980, prevedea construcția a cinci unități (reactori). Unitatea I a fost terminată în 1996, are o putere electrică instalată de 706 MW și produce anual circa 5 TWh. Unitatea II a fost conectată la sistemul energetic național pe 7 august și funcționează la parametri nominali din luna septembrie, anul 2007.
Reactorii nucleari de la Cernavodă utilizează tehnologia canadiană cunoscută sub acronimul CANDU, mai exact generația III de reactor (CANDU 6). Apa grea, folosită drept moderator, a fost produsă la ROMAG PROD Drobeta-Turnu Severin.

## Tehnologia CANDU
Reactorul CANDU consumă uraniu natural, utilizând apă grea de puritate nucleara (conținut izotopic peste 99,75% D2O) ca moderator și ca agent de răcire, în două sisteme (primar și secundar) independente, separate, în circuit închis.
În cele 4 generatoare de abur, căldura din circuitul primar este preluată de apa ușoară din circuitul secundar, prin transformarea în abur saturat. Acesta se destinde într-o turbina formată dintr-un corp de medie presiune și 3 corpuri de joasă presiune, producând energia mecanică necesară acționării generatorului electric.
La ieșirea din turbină, prin extragerea (îndepărtarea) căldurii ŕămase (reziduale) cu ajutorul apei de răcire preluate din Dunăre, aburul este răcit și condensat. Circuitul este reluat prin repomparea condensului pentru alimentarea generatoarelor de abur.
Parametrii tehnici:
- Puterea termică 2062 MW(t)

- Puterea electrică brută 706,5 MW(e)

- Consum servicii interne <8%

- Număr canale de combustibil 380

- Număr de bucle 2

- Număr de generatoare de abur 4

- Presiunea (D2O) în circuitul primar 9,89 MPa

- Temperatura la ieșirea din circuitul primar 310°C

- Presiunea aburului saturat (H2O) 4,6 MPa

- Temperatura apei de alimentare 187°C

În lume operează 47 de reactori CANDU în Canada, Argentina, China, India, Pakistan, Coreea de Sud și România. 
Tehnologia CANDU a fost selectată pentru construcția unităților de la Cernavodă în baza caracteristicilor de securitate nucleară și a robusteții tehnologiei. 
Conceptul CANDU are la bază strategia de "apărare în adâncime" care constă din conceperea unui sistem de bariere fizice în calea eliberării radioactive. Pentru fiecare dintre acestea există mai multe nivele de apărare împotriva evenimentelor care ar putea afecta integritatea fiecărei bariere fizice și anume:
1.  pastila de dioxid de uraniu care reține cea mai mare parte a produșilor de fisiune solizi, chiar la temperaturi înalte (factorul de reținere este de 99%);
2.  teaca elementului combustibil care reține produșii de fisiune volatili, gazele nobile și izotopii iodului ce difuzează din pastilele de combustibil;
3.  sistemul primar de transport al căldurii care reține produșii de fisiune care ar putea scăpa ca urmare a defectării tecii;
4. anvelopa care reține produșii radioactivi în cazul avarierii tecii și sistemului primar;
5.  "zona de excludere", zona cu raza de circa 1 km în jurul reactorului unde nu sunt permise activități umane permanente nelegate de exploatarea CNE și care asigură o diluție atmosferică a oricăror eliberări de radioactivitate, evitându-se astfel expuneri nepermise ale populației.

## Reactori
| Reactor     | Tip reactor | Capacitate netă | Capacitate totală | Începutul construcției | Conectarea la rețea  | Exploatare comercială |
| ----------- | ----------- | --------------- | ----------------- | ---------------------- | -------------------- | --------------------- |
| Cernavodă-1 | CANDU       | 651 MW          | 706 MW            | 01.07.1982             | 11.07.1996           | 02.12.1996            |
| Cernavodă-2 | CANDU       | 655 MW          | 706 MW            | 01.07.1983             | 07.08.2007           | 28.09.2007            |
| Cernavodă-3 | CANDU       | 655 MW          | 706 MW            | 09.02.1984             |                      |                       |
| Cernavodă-4 | CANDU       | 655 MW          | 706 MW            | 15.08.1985             |                      |                       |
| Cernavodă-5 | CANDU       | 655 MW          | 706 MW            | 12.05.1987             | destinatie schimbata |                       |

## Producția de electricitate
În anul 2018, cele două unități de la CNE Cernavodă au produs 11.377.435 MWh. Unitatea 1 a înregistrat un factor mediu de capacitate de 87,31%, datorită opririi planificate și Unitatea 2 – 97.43%.
Cu un factor de capacitate de 91,6% de la punerea în funcțiune, România cu două unități nucleare în operare, ocupă locul 1 în lume.

## Construcția unităților 3 și 4
Unitățile 3 și 4 se află în conservare încă din 1992. Rata totală de finalizare: circa 15% la Unitatea 3 și 14% la Unitatea 4, constând în lucrări civile la clădirea reactorului, clădirea turbine și clădirea de servicii.

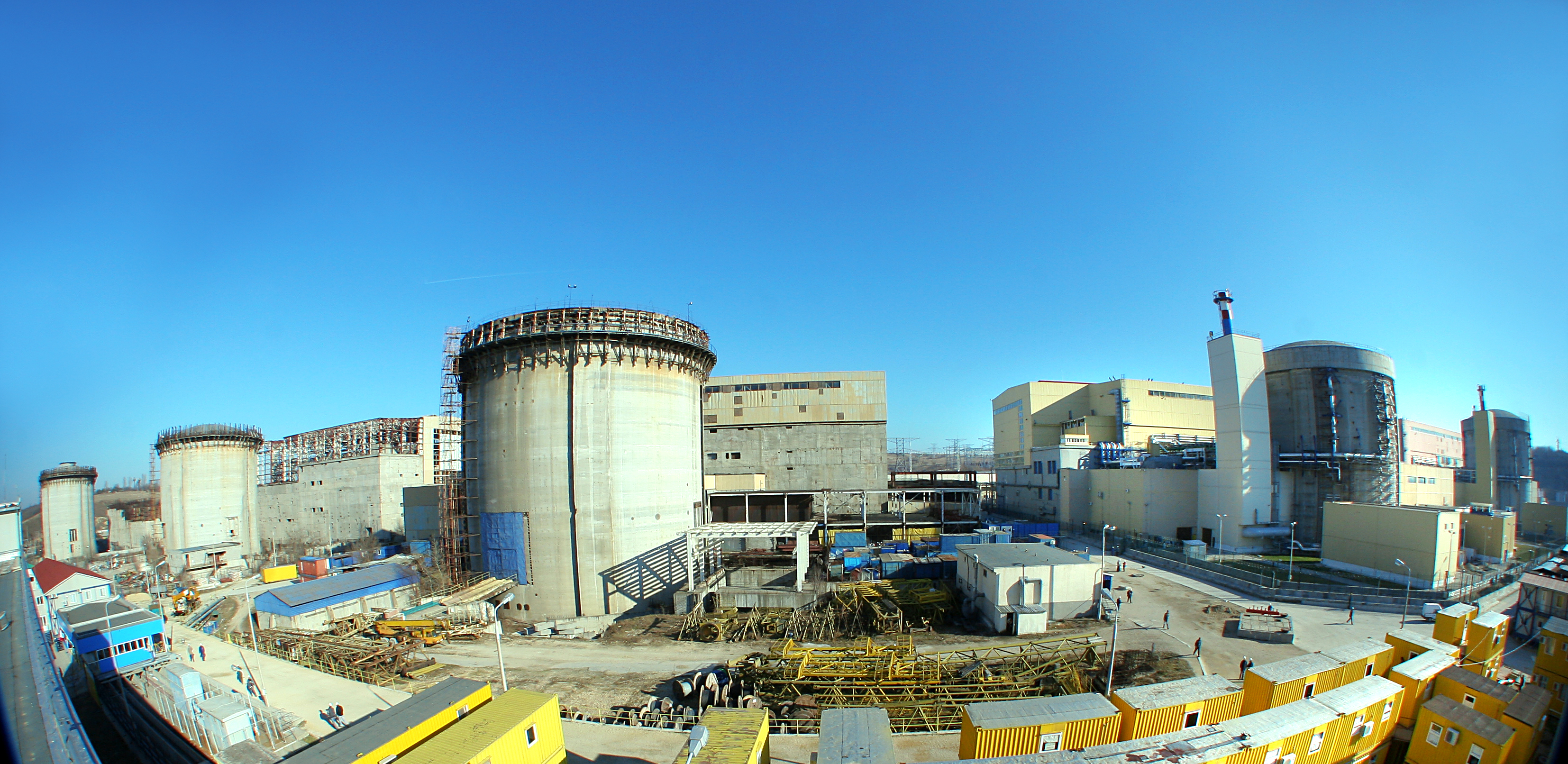
CNE Cernavoda Unitățile 3 si 4

Prin Hotărârea de guvern nr. 643/2007, Guvernul României a aprobat strategia de atragere a investitorilor în vederea realizării Unităților 3 și 4 de la CNE Cernavodă, inclusiv graficul de înființare a noii companii responsabilă cu finalizarea proiectului.  În urma depunerii ofertelor,  6 companii au fost selectate pentru realizarea proiectului, fiecare investitor obținând un procent din numărul total de acțiuni, proporțional cu capitalul investit: Nuclearelectrica (51%), ArcelorMittal Romania(6.2%), CEZ  Republica Cehă (9.15%), GDF SUEZ Belgia (9.15%), ENEL Italy (9.15%), Iberdrola Spain (6.2%) și RWE Power Germany (9.15%).
La 29 martie 2009 a fost înregistrată compania de proiect sub denumirea SC EnergoNuclear SA la Registrul Român de Comerț și a fost desemnată echipa managerială. EnergoNuclear este o companie cu capital public-privat.
În noiembrie 2010, Comisia Europeană a emis opinia pozitivă asupra proiectului, conform prevederilor Art. 41 din Tratatul EURATOM fapt ce confirmă aplicarea criteriilor tehnice și ce securitate nucleară în vigoare la nivelul UE.
În luna mai 2012, CNCAN a emis Scrisoarea de confort prin care a stipulat că proiectul este autorizabil;
În septembrie 2012 a fost finalizat Studiul de fezabilitate al proiectului, care releva faptul că proiectul este fezabil din punct de vedere tehnic și economic;
La data de 25 septembrie 2013 a fost aprobată Hotărârea privind emiterea acordului de mediu pentru proiectul „Continuarea lucrărilor de construire și finalizare a Unităților 3 și 4 la C.N.E. Cernavodă”.
În 2011, investitorii GDF SUEZ, CEZ, RWE și Iberdrola s-au retras din proiect, motivând decizia lor prin necesitatea concentrării investițiilor în țările de origine, pe fondul crizei economice.
Ca urmare a exercitării opțiunii de ieșire din proiect a investitorilor rămași (ENEL și ArcelorMittal) în decembrie 2013, SN Nuclearelectrica SA este unicul acționar al companiei de proiect EnergoNuclear SA.
În data de 22 august 2014, Adunarea Generală a Acționarilor SNN a aprobat Strategia de continuare a Proiectului Unitățile 3 și 4 CNE Cernavodă prin lansarea unei proceduri competitive de selectare a unui investitor privat. Se califică și se semnează un memorandum cu China General Nuclear Power Corporation (CGN), dar în iunie 2020 se ia decizia încetării negocierilor. În 20 august 2019, la Washington, președinții Klaus Iohannis și Donald Trump semnaseră o declarație comună prin care se angajau să coopereze în domeniul nuclear civil.
În noiembrie 2022, se primesc din partea băncii americane US Exim Bank scrisorile de intenție pentru două împrumuturi: 50 milioane de dolari care vor sprijini derularea Fazei a doua, de lucrări preliminare, a proiectului Unităților 3 și 4 și un împrumut ulterior, de 3 miliarde dolari, care să sprijine Faza a treia, de construcție efectivă a proiectului.